# Monroe (Nebraska)
Monroe – wieś w Stanach Zjednoczonych, w stanie Nebraska, w hrabstwie Platte.